# Mughiphantes severus
Mughiphantes severus là một loài nhện trong họ Linyphiidae.
Loài này thuộc chi Mughiphantes. Mughiphantes severus được Konrad Thaler miêu tả năm 1990.